# (3214) Makarenko

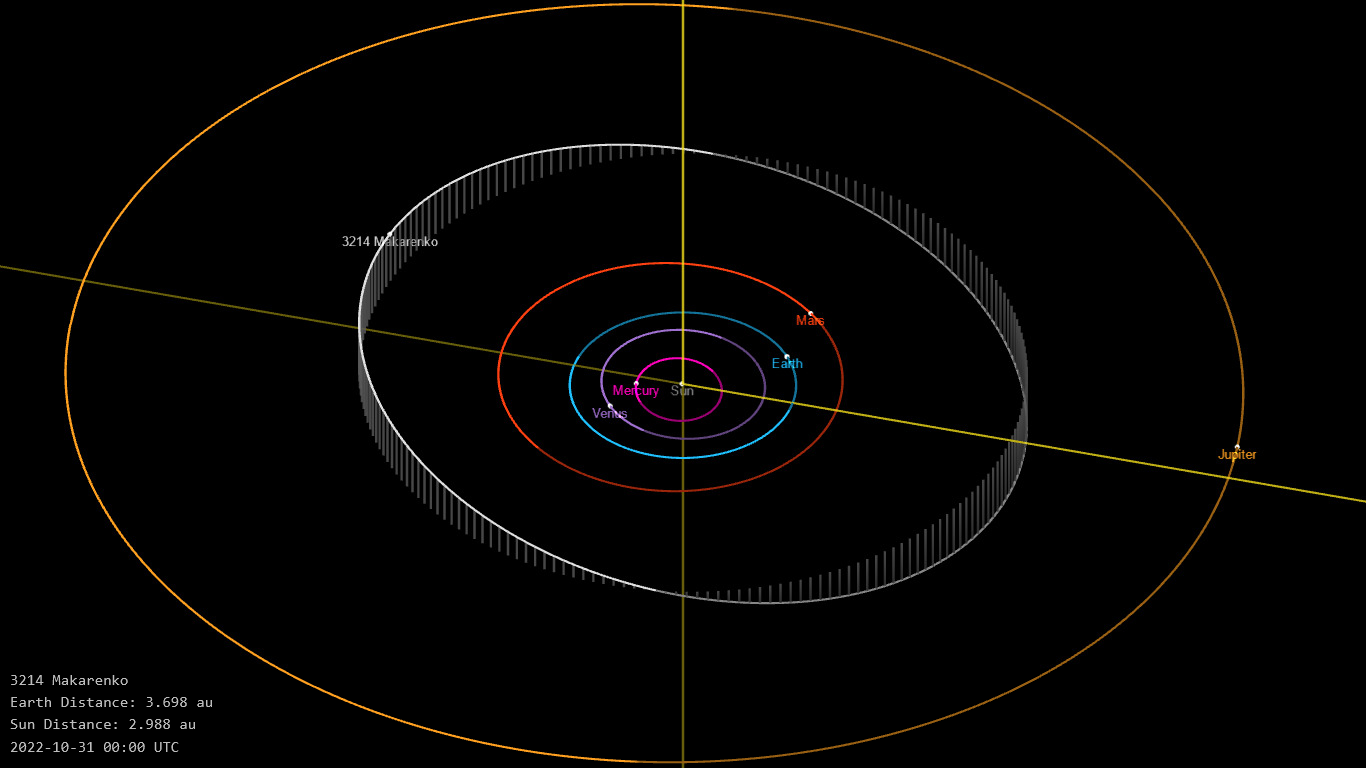
Orbite de l'astéroïde Makarenko

(3214) Makarenko est un astéroïde de la ceinture principale. Il est nommé en honneur du pédagogue soviétique Anton Makarenko.

## Description
(3214) Makarenko est un astéroïde de la ceinture principale. Il fut découvert le 2 octobre 1978 à Naoutchnyï par Lioudmila Jouravliova. Il présente une orbite caractérisée par un demi-grand axe de 3,01 UA, une excentricité de 0,06 et une inclinaison de 11,5° par rapport à l'écliptique.

## Compléments